# William Weisband
William Wolfe Weisband Sr., né le 28 août 1908 à Odessa et mort le 14 mai 1967 à Washington, était un analyste des services de décryptage américains et, simultanément, agent du NKVD. Il est principalement connu pour avoir été soupçonné d'avoir fourni des renseignements aux Soviétiques sur les avancées américaines en matière de décryptage des chiffres soviétiques. 

## Biographie

### Origines
William Weisband est né de parents russes juifs à Alexandrie, en Égypte et aurait vécu à Odessa qui faisait alors partie de l'empire russe puis de l'URSS. Il immigre en 1925 ou 1929 aux États-Unis, dont il acquiert la nationalité en 1938. Il vit d'abord à New York, puis déménage à Los Angeles en juin 1941. 
Il est recruté dans des circonstances inconnues par le NKVD, service de renseignement soviétique, en 1934, qui lui attribue de nom de code ZHORA. Jones Orin York, un ingénieur qui fournit des renseignements techniques aéronautiques aux Soviétiques à partir de 1935, eut William Weisband comme officier traitant en 1941-42. 
Probablement à la suite de l'entrée des États-Unis dans la Seconde Guerre mondiale, Weisband entre dans l'armée de terre des États-Unis en septembre 1942 où il devient officier. Il est affecté à la Signal Security Agency (SSA), le service de décryptage de l'US Army, avec lequel il est déployé en Afrique du Nord, et où il se fait des amis importants, dont le colonel Harold Hayes, chef des activités de cryptologie sur le théâtre d'opérations de la Méditerranée. Linguiste talentueux, il est transféré en 1944 à Arlington Hall, le quartier-général de la SSA (entretemps renommée Army Security Agency ou ASA). Il s'y trouve toujours à la fin de la guerre. L'ASA travaille alors sur les codes soviétiques, et elle embauche Weisband comme civil puisqu'il parle couramment russe.

### Activités d'espionnage après-guerre
De par ses fonctions de linguiste russe, Weisband, avait accès à tous les lieux de travail de la section russe d'Arlington Hall. Meredith Gardner se souvient que Weisband était à ses côtés lorsqu'il décrypta, fin 1946, le premier message Venona parlant du projet Manhattan. Il était également doué pour se faire ajouter dans les listes de destinataires de documents qui ne concernaient pas directement sa section. Décrit comme extrêmement sociable, il avait un grand nombre d'amis, y compris parmi les plus hauts officiers et civils de l'ASA. Sa fête de mariage après la guerre fut décrite comme « un Who's Who de la cryptologie de l'Army. » 
Le NKVD rompit le contact avec certains de ses agents américains, dont Weisband, en 1945. Un officier du NKVD, Youri Brouslov, rétablit le contact avec lui en février 1948. Weisband passa alors des documents lors de rencontres régulières avec Brouslov de février à août 1948, après quoi ils utilisèrent des boîtes aux lettres mortes. Les Soviétiques apprirent ainsi que le renseignement américain avait obtenu des informations importantes sur l'état de l'armée rouge, de l'industrie de l'URSS et de ses recherches nucléaires. Il put également rapporter à la mi-juillet 1949 que l'ASA avait perdu sa capacité à décrypter les communications soviétiques, et que le chef de l'agence soupçonnait la présence d'une taupe dans ses rangs. 
Bien que craignant pour sa sécurité, Weisband continuait à rencontrer Brouslov puis son successeur Nikolaï Staskevitch environ une fois par mois. À la mi-1949, le FBI établit une surveillance permanente de Staskevitch, et il fut craint que Weisband ait pu avoir été repéré. En mars 1950, le centre de Moscou prévint que Weisband était connu d'un certain nombre d'autres agents qui risquaient de l'identifier, et peu après, interrompit ses liens avec lui.

### Découverte et fin de vie
Selon les documents américains, Weisband fut découvert indirectement. Le projet Venona permit de décrypter un message du NKVD parlant d'un agent portant le nom de code nick, identifié par le FBI comme étant un certain Amadeo Sabatini. Interrogé, Sabatini parla au FBI de Jones Orin York (identifié presque simultanément par Venona sous le nom de code needle). Interrogé à son tour en avril 1950, York rapporta qu'un de ses officiers traitants était un certain Bill, dont le nom de famille était approximativement Villesbend. 
Le FBI parvint à identifier Weisband à partir de ces informations, et fut horrifié d'apprendre qu'il travaillait à Arlington Hall, l'endroit même d'où venaient les décryptages Venona. Weisband travaillait alors comme chef de section du « problème soviétique » à l'Armed Forces Security Agency (AFSA, qui deviendra la National Security Agency), mais ayant été signalé comme risque de sécurité par ses collègues, son accès aux informations les plus sensibles avait déjà été annulé. Il fut immédiatement suspendu, mais nia avoir été mêlé à des activités d'espionnage. En août 1950, dans le cadre d'une autre enquête, il fut convoqué à témoigner par un grand jury fédéral sur les activités communistes. N'ayant pas obéi, il fut arrêté et condamné à un an de prison pour outrage. 
À sa sortie de prison, il fut renvoyé de son emploi fédéral pour raisons de sécurité. En 1953, il fut à nouveau interrogé par le FBI. Une photo de Jones Orin York lui fut montrée, qu'il identifia comme étant celle d'un certain York, mais il refusa de répondre à d'autres questions. Il refusa également d'admettre ou de nier qu'il ait été impliqué dans des activités d'espionnage. Le FBI ne put jamais déterminer avec certitude ce que Weisband avait fourni aux Soviétiques. Bon nombre de ses collègues de l'AFSA le considérèrent, à tort ou a raison, comme le seul responsable du durcissement de la sécurité des communications soviétiques, dit « Black Friday. »
Après sa libération, Weisband fut employé comme représentant d'assurances à Alexandria, en Virginie. Il eut un fils, William Jr., né vers 1956, et plusieurs filles. Vers la fin de sa vie, William Weisband subit une opération d'une hernie qui entraîna la perte d'une jambe. Le dimanche 14 mai 1967, Weisband décéda subitement d'une crise cardiaque alors qu'il conduisait sa voiture. Il est enterré à Alexandria (Virginie). 
Les messages Venona ne contiennent pas de référence confirmée à William Weisband. Cependant, trois messages mentionnent un agent du nom de code de zveno (littéralement « lien » en russe). La première référence contient des instructions ordonnant au poste du NKVD de Londres de contacter zveno , qui attendait un transfert vers l'Angleterre. zveno, selon un message de juin 1943, avait passé les quatre semaines précédentes à suivre un cours d'italien en Virginie et partirait pour la Grande-Bretagne à la mi-juillet. Les archives de la NSA montrent que Weisband passa ce mois de juin en cours de langue (probablement italien) à Arlington Hall, partit le 17 juillet et arriva à Londres le 29 juillet. Ce message ne fut pas totalement décrypté avant 1979.